# Johnny & Associates
Johnny & Associates (яп. 株式会社ジャニーズ事務所) — японське ідол-агентство, що спеціалізується на бой-бендах. Засноване Джоні Кітагава в 1962 році. Володіє лейблами звукозапису Johnny's Entertainment, J Storm, J-One Records.

## Історія

### 1962–1968
У 1962 році Кітагава запустив свою першу групу, названу ним на свою честь «Johnnys». Але тільки в 1968 році з групою Four Leaves йому вдалося досягти успіху.

## Виконавці

### Діючі
Упорядковано за роком дебюту.
- 1980: Масахіко Кондо
- 1985: Shonentai
- 1991: SMAP
- 1994: Кеньїті Окамото (екс-Otokogumi)
- 1994: TOKIO
- 1995: V6
- 1995: Ацухіро Сато (екс-Hikaru Genji)
- 1997: KinKi Kids
- 1999: Arashi
- 2002: Tackey & Tsubasa
- 2003: NEWS (куди входять два учасники Tegomass)
- 2004: Kanjani 8
- 2006: KAT-TUN
- 2007: Hey! Say! JUMP
- 2009: NYC
- 2010: Дзін Аканісі
- 2011: Kis-My-Ft2
- 2011: Ямашита Томохіса
- 2011: Sexy Zone
- 2012: A.B.C-Z
- 2014: Johnny's WEST
- 2018: King & Prince
- 2020: SixTONES
- 2020: Snow Man
- 2021: Naniwa Danshi
- 2022: Travis Japan